# Arrondissement de Leer
L'arrondissement de Leer est un arrondissement  ("Landkreis" en allemand) de Basse-Saxe  (Allemagne).
Son chef-lieu est Leer.

## Villes, communes et communautés d'administration
(nombre d'habitants en 2006)
Einheitsgemeinden
1. Borkum, ville (5 489)
2. Bunde (7 572)
3. Jemgum (3 705)
4. Leer, ville, commune autonome (34 041)
5. Moormerland (22 452)
6. Ostrhauderfehn (10 725)
7. Rhauderfehn (17 305)
8. Uplengen (11 425)
9. Weener, ville (15 654)
10. Westoverledingen (20 082)

Samtgemeinden avec leurs communes membres
* Siège de la Samtgemeinde
- 1. Samtgemeinde Hesel (10 315)

1. Brinkum (641)
2. Firrel (819)
3. Hesel * (4 143)
4. Holtland (2 276)
5. Neukamperfehn (1 668)
6. Schwerinsdorf (768)

- 2. Samtgemeinde Jümme (6 496)

1. Detern, Flecken (2 656)
2. Filsum * (2 166)
3. Nortmoor (1 674)

gemeindefreies Gebiet (territoire inhabité)
- île de Lütje Hörn
 (0,31 km2, inhabitée)

## Administrateurs de l'arrondissement
- 1885–1890: Theodor Meyer (de)
- 1890–1894: Albert Lots
- 1894–1899: Erhard von Wedel-Gödens (de)
- 1899–1904: Clemens von Wedel-Gödens (de)
- 1904–1909: Ferdinand Schenk zu Schweinsberg
- 1910–1930: Carl Ludwig Kleine (de)
- 1930–1945: Hermann Conring (de)
- 1945–1949: Hans Windels (de)
- 1950–1951: Ernst Stendel (de)
- 1951–1952: Wübbo van Lessen
- 1952–1956: Hermann Conring, CDU
- 1956–1963: Theus Bracht (de), SPD
- 1963–1964: Jürgen Thiemens (de)
- 1964–1965: Hermann Übel
- 1965–1973: Anton Wübbena-Mecima (de), CDU
- 1973–1982: Alfons Pawelczyk, SPD
- 1982–1986: Harm Weber (de), SPD
- 1986–1997: Helmut Collmann (de), SPD
- 1997–2001: Andreas Schaeder, SPD
- 2001–2016: Bernhard Bramlage (de), SPD